# Los Montesinos
Los Montesinos és un municipi del País Valencià inclòs a la comarca del Baix Segura. El seu nom procedeix, possiblement, del cognom d'un antic propietari d'una hisenda que va donar lloc al nucli urbà actual. Després de les reformes del Cardenal Belluga Los Montesinos i el conjunt del Baix Segura prosperaren fins a arribar a la població actual.

## Geografia
El terme municipal és situat al sud de la comarca del Baix Segura, en les terres que tradicionalment han conformat el "camp de secà", allunyat de l'horta o terres regades pel Segura.

## Història
La demarcació territorial de Los Montesinos, va pertànyer al municipi d'Almoradí des del segle xvi, fins a l'any 1990, en el qual va finalitzar la tutela tradicional que havia exercit aquesta població. En efecte, mitjançant Decret 140/90 del Consell de la Generalitat Valenciana, Los Montesinos es va convertir en municipi independent, amb Ajuntament propi i amb territori escindit de l'antic terme d'Almoradí.

## Economia i desenvolupament
Els primers resultats causals per al desenvolupament i assentament d'aquest municipi, van arribar a principis de segle amb la construcció del Canal de Regs de Llevant, marge dret, i van prosseguir amb els diverses situacions d'extracció i embassament d'aigües existents en el subsòl. L'ampliació del regadiu va culminar en els anys vuitanta del segle xx amb l'aportament del transvasament Tajo-Segura i prossegueix, en l'actualitat, amb el reciclatge d'aigües residuals i la instal·lació de modernes plantes dessalinitzadores que milloren la qualitat de les aigües hipogees.
La tradició agrícola s'està transformant a passos engegantits a causa de la pressió del turisme de costa, atesa la seua proximitat amb Torrevella i Guardamar del Segura.

## Política i govern

### Composició de la Corporació Municipal
El Ple de l'Ajuntament està format per 11 regidors. En les eleccions municipals de 26 de maig de 2019 foren elegits 7 regidors del Partit Socialista del País Valencià (PSPV-PSOE), 3 del Partit Popular (PP) i 1 d'Esquerra Unida-Unidad Trabajadora-Seguimos Adelante (EU-UT).
| Eleccions municipals de 26 de maig de 2019 - Los Montesinos                                                                   |                                          |                                     |                                     |        |          |          |
| Candidatura | Candidatura                              | Candidatura                         | Cap de llista                       | Vots   | Vots     | Regidors |
| | Partit Socialista del País Valencià-PSOE |                                     | José Manuel Butrón Sánchez          | 1.226  | 63,56%   | 7 ()     |
| | Partit Popular                           |                                     | Pilar Paredes Hurtado               | 522    | 27,06%   | 3 (+2)   |
| | Esquerra Unida-Unidad Trabajadora        |                                     | Alfonso Paredes Juan                | 162    | 8,40%    | 1 ()     |
| | Altres candidatures                      |                                     |                                     |        |          | 0 ( -2)  |
| | Vots en blanc                            |                                     |                                     | 19     | 0,98%    |          |
| Total vots vàlids i regidors                                                                                                  | Total vots vàlids i regidors             | Total vots vàlids i regidors        | Total vots vàlids i regidors        | 1.928  | 100 %    | 11       |
| | Vots nuls                                | Vots nuls                           | Vots nuls                           | 35     | 1,78%    |          |
| Participació (vots vàlids més nuls)                                                                                           | Participació (vots vàlids més nuls)      | Participació (vots vàlids més nuls) | Participació (vots vàlids més nuls) | 1.964  | 65,93%** |          |
| Abstenció | Abstenció                                | Abstenció                           | Abstenció                           | 1.015* | 34,07%** |          |
| Total cens electoral | Total cens electoral                     | Total cens electoral                | Total cens electoral                | 2.979* | 100 %**  |          |
| Alcalde: José Manuel Butrón Sánchez (PSPV) (15/06/2019) Per majoria absoluta dels vots dels regidors (7 vots de PSPV)         |                                          |                                     |                                     |        |          |          |
| Fonts: JEC, JEZ Oriola, M. Interior, Periòdic Ara. (* No són vots sinó electors. ** Percentatge respecte del cens electoral.) |                                          |                                     |                                     |        |          |          |

### Alcaldes
Des de 1991 l'alcalde de Los Montesinos és José Manuel Butrón Sánchez de PSPV.
| Període                       | Alcalde o alcaldessa       | Partit polític | Data de possessió | Observacions |
| ----------------------------- | -------------------------- | -------------- | ----------------- | ------------ |
| 1991–1995                     | José Manuel Butrón Sánchez | PSPV-PSOE      | 15/06/1991        | --           |
| 1995–1999                     | José Manuel Butrón Sánchez | PSPV-PSOE      | 17/06/1995        | --           |
| 1999–2003                     | José Manuel Butrón Sánchez | PSPV-PSOE      | 03/07/1999        | --           |
| 2003–2007                     | José Manuel Butrón Sánchez | PSPV-PSOE      | 14/06/2003        | --           |
| 2007–2011                     | José Manuel Butrón Sánchez | PSPV-PSOE      | 16/06/2007        | --           |
| 2011–2015                     | José Manuel Butrón Sánchez | PSPV-PSOE      | 11/06/2011        | --           |
| 2015–2019                     | José Manuel Butrón Sánchez | PSPV-PSOE      | 13/06/2015        | --           |
| 2019-2023                     | José Manuel Butrón Sánchez | PSPV-PSOE      | 15/06/2019        | --           |
| Des de 2023                   | n/d                        | n/d            | 17/06/2023        | --           |
| Fonts: Generalitat Valenciana |                            |                |                   |              |